# Peter's Friends
Peter's Friends är en brittisk komedifilm från 1992 i regi av Kenneth Branagh. I huvudrollerna ses Stephen Fry, Kenneth Branagh, Emma Thompson, Hugh Laurie, Imelda Staunton och Tony Slattery. Filmen kretsar kring en sammankomst där ett antal gamla vänner återses en nyårsafton hos Peter (Stephen Fry) efter att inte ha setts på ett tag.

## Rollista i urval
- Stephen Fry - Peter Morton
- Kenneth Branagh - Andrew Benson
- Hugh Laurie - Roger Charleston
- Imelda Staunton - Mary Charleston
- Emma Thompson - Maggie Chester
- Alphonsia Emmanuel - Sarah Johnson
- Rita Rudner - Carol Benson
- Tony Slattery - Brian
- Phyllida Law - Vera, Peters hushållerska